# Маховці
Маховці (словен. Mahovci) — поселення в общині Апаче, Помурський регіон, Словенія. Висота над рівнем моря: 222,9 м.